# Macchi M.15

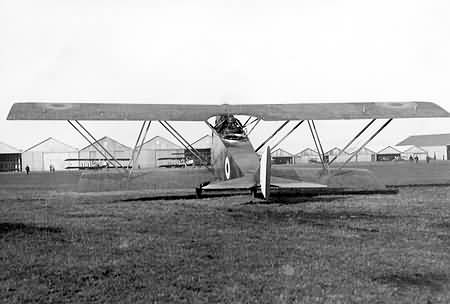

Macchi M.15 là một loại máy bay trinh sát, ném bom và huấn luyện của Ý, do hãng Macchi thiết kế và chế tạo.

## Quốc gia sử dụng
Ý
- Regia Aeronautica

## Tính năng kỹ chiến thuật
Đặc điểm tổng quát
- Kíp lái: 2
- Chiều dài: 8.57 m (28 ft 1.4 in)
- Sải cánh: 13.47 m (44 ft 2.3 in)
- Chiều cao: 3.37 m (11 ft 0⅔ in)
- Diện tích cánh: 42.00 m2 (452.07 ft2)
- Trọng lượng rỗng: 1.230 kg (2.712 lb)
- Trọng lượng có tải: 1.743 kg (3.843 lb)
- Powerplant: 1 × Fiat A.12, 238 kW (320 hp)

Hiệu suất bay
- Vận tốc cực đại: 185 km/h (115 mph)
- Tầm bay: 600 km (373 dặm)
- Trần bay: 6.000 m (19.685 ft)

Vũ khí trang bị
- 2 x súng máy 7,65-millimet (0.312-inch)